# 977 Philippa
977 Philippa, asteroid glavnog pojasa. Otkrio ga je Benjamin Jekhowsky, 6. travnja 1922.

## Vanjske poveznice
- Minor Planet Center